# Atletik under sommer-OL 2024 - 3000 meter forhindringsløb (damer)
3000 meter forhindringsløb for kvinder i atletik ved sommer-OL 2024 blev afholdt på Stade de France fra 4. og 6. august 2024.

## Resultater

### Runde 1
Runde 1 blev afholdt den 4. august med start kl. 10:05 (UTC+2) om morgenen.

#### Heat 1
| Rangering | Atlet            | Nation         | Tid     | Noter |
| --------- | ---------------- | -------------- | ------- | ----- |
| 1         | Peruth Chemutai  | Uganda         | 9:10.51 | Q     |
| 2         | Faith Cherotich  | Kenya          | 9:10.57 | Q     |
| 3         | Gesa Krause      | Tyskland       | 9:10.68 | Q, SB |
| 4         | Courtney Wayment | USA            | 9:10.72 | Q     |
| 5         | Lomi Muleta      | Etiopien       | 9:10.73 | Q, PB |
| 6         | Marwa Bouzayani  | Tunesien       | 9:10.91 | PB    |
| 7         | Carolina Robles  | Spanien        | 9:22.48 |       |
| 8         | Parul Chaudhary  | Indien         | 9:23.39 | SB    |
| 9         | Aneta Konieczek  | Polen          | 9:24.43 | PB    |
| 10        | Daisy Jepkemei   | Kasakhstan     | 9:24.69 |       |
| 11        | Aimee Pratt      | Storbritannien | 9:27.26 | SB    |
| 12        | Regan Yee        | Canada         | 9:27.81 |       |

Kilde: 

#### Heat 2
| Rangering | Atlet              | Nation         | Tid     | Noter |
| --------- | ------------------ | -------------- | ------- | ----- |
| 1         | Winfred Yavi       | Bahrain        | 9:15.11 | Q     |
| 2         | Sembo Almayew      | Etiopien       | 9:15.42 | Q     |
| 3         | Valerie Constien   | USA            | 9:16.33 | Q     |
| 4         | Elizabeth Bird     | Storbritannien | 9:16.46 | Q     |
| 5         | Norah Jeruto       | Kasakhstan     | 9:16.46 | Q, SB |
| 6         | Olivia Gürth       | Tyskland       | 9:16.47 | PB    |
| 7         | Ceili McCabe       | Canada         | 9:20.71 |       |
| 8         | Kinga Królik       | Polen          | 9:26.61 | PB    |
| 9         | Luiza Gega         | Albanien       | 9:27.41 |       |
| 10        | Flavie Renouard    | Frankrig       | 9:27.70 | SB    |
| 11        | Cara Feain-Ryan    | Australien     | 9:28.72 | PB    |
| 12        | Jackline Chepkoech | Kenya          | 9:35.56 |       |

Kilde: 

#### Heat 3
| Rangering | Atlet                   | Nation     | Tid     | Noter |
| --------- | ----------------------- | ---------- | ------- | ----- |
| 1         | Beatrice Chepkoech      | Kenya      | 9:13.56 | Q     |
| 2         | Alice Finot             | Frankrig   | 9:14.78 | Q     |
| 3         | Lea Meyer               | Tyskland   | 9:14.85 | Q, PB |
| 4         | Alicja Konieczek        | Polen      | 9:16.51 | Q, NR |
| 5         | Irene Sánchez-Escribano | Spanien    | 9:17.39 | Q, PB |
| 6         | Ilona Mononen           | Finland    | 9:22.77 | NR    |
| 7         | Marisa Howard           | USA        | 9:24.78 |       |
| 8         | Stella Rutto            | Rumænien   | 9:31.23 |       |
| 9         | Amy Cashin              | Australien | 9:32.93 |       |
| 10        | Tatiane Raquel da Silva | Brasilien  | 9:33.96 | SB    |
| 11        | Belén Casetta           | Argentina  | 9:34.78 |       |
| 12        | Xu Shuangshuang         | Kina       | 9:43.50 |       |

Kilde: 

### Finale
Finalen er planlagt til at blive afholdt den 6. august med start kl. 21:10 (UTC+2) om aftenen.
| Rangering                        | Atleter                 | Nation         | Tid     | Noter |
| -------------------------------- | ----------------------- | -------------- | ------- | ----- |
| 1                                | Winfred Yavi            | Bahrain        | 8:52.76 | OR    |
| 2. plads, sølvmedaljemodtager(e) | Peruth Chemutai         | Uganda         | 8:53.34 | NR    |
| 3                                | Faith Cherotich         | Kenya          | 8:55.15 | PB    |
| 4                                | Alice Finot             | Frankrig       | 8:58.67 | ER    |
| 5                                | Sembo Almayew           | Etiopien       | 9:00.83 | SB    |
| 6                                | Beatrice Chepkoech      | Kenya          | 9:04.24 |       |
| 7                                | Elizabeth Bird          | Storbritannien | 9:04.35 | NR    |
| 8                                | Lomi Muleta             | Etiopien       | 9:06.07 | PB    |
| 9                                | Norah Jeruto            | Kasakhstan     | 9:08.97 | SB    |
| 10                               | Lea Meyer               | Tyskland       | 9:09.59 | PB    |
| 11                               | Irene Sánchez-Escribano | Spanien        | 9:10.43 | PB    |
| 12                               | Courtney Wayment        | USA            | 9:13.60 |       |
| 13                               | Alicja Konieczek        | Polen          | 9:21.31 |       |
| 14                               | Gesa Felicitas Krause   | Tyskland       | 9:26.96 |       |
| 15                               | Valerie Constien        | USA            | 9:34.08 |       |
| Kilde:                           |                         |                |         |       |